# بانک صادرات-واردات ایالات متحده
بانک صادرات-واردات ایالات متحده سازمان رسمی اعتبار صادراتی دولت فدرال ایالات متحده آمریکا است. این بانک در سال ۱۹۳۴ به وسیلهٔ فرمان اجرایی ایجاد شد و در سال ۱۹۴۵ توسط کنگره، به صورت سازمانی مستقل در قوهٔ مجریه درآمد، تا خرید کالاهای آمریکایی از سوی مشتریان خارجی که توانایی یا علاقه به پذیرش ریسک اعتباری نداشتند را تأمین مالی و بیمه کند. مأموریت بانک ایجاد و حفظ شغل در آمریکا از طریق تأمین بودجهٔ فروش صادرات آمریکا به خریداران بین‌المللی است. بانک توسط کنگره به عنوان یک شرکت دولتی قرار داده شده و آخرین بار فعالیت آن برای یک دورهٔ سه ساله تا ۳۰ ژوئن ۲۰۱۵ تمدید شده است.
حامیان این بانک تمرکز آن را بر کسب‌وکارهای کوچک می‌دانند.
فعالیت این بانک با مخالفت‌هایی همراه است. مخالفان بانک را به دلیل ترجیح منافع ویژه بر منافع مالیات دهندگان آمریکایی مورد انتقاد قرار می‌دهند. این منافع شامل ابرشرکت‌هایی چون بوئینگ یا انرون و نیز افراد و دول خارجی (نظیر وام ۱۲۰ میلیون دلاری در سال ۱۹۹۵ به ابرشرکت برق هسته‌ای چین) می‌شود. ۶۵٪ تضمین وام در ۲۰۰۷ و ۲۰۰۸ صرف خرید هواپیماهای بویینگ شده است.